# 紅屋 (倫敦)
紅屋（Red House）是位於英格蘭倫敦東南部貝克里斯希斯的一座建築，這座建築於1859年由建築師菲利普·韋布和設計師威廉·莫里斯共同設計，為莫里斯一家人打造的家庭住宅。建築工程於1860年完工。
在牛津大学接受教育後，莫里斯決定在倫敦市中心的通勤範圍內為自己和新婚妻子珍·莫里斯建造一所鄉村住宅。他在當時的肯特郡阿普頓（Upton）村購買了一塊土地，聘請他的朋友韋伯幫助他設計和建造這座房子，並用他從富裕家族繼承的財產來資助這個項目。莫里斯深受中世紀主義的影響，使得紅屋的設計充滿了中世紀靈感的新哥德式風格。它以莫里斯的工匠精神和技藝建造，被稱為「美術工藝運動」的早期代表作。
許多莫里斯的朋友都曾造訪紅屋，尤其是前拉斐爾派畫家愛德華·伯恩-瓊斯和但丁·加百列·羅塞蒂，他們兩人都協助著莫里斯裝飾這座房子；一些伯恩-瓊斯的壁畫至今仍保存。在紅屋居住期間，莫里斯參與了他的設計公司莫里斯·馬歇爾·福克納公司（Morris, Marshall, Faulkner & Co.）的成立，並開始設計自己的壁紙。他的兩個女兒珍妮和梅也在這裡出生。雖然最初打算在此終老，但莫里斯發現這座房子的經營成本太高，且不適合他的生活方式。五年後，他將家人搬到了布卢姆茨伯里的女王廣場的一個公寓，並出售了這座房產。
從1866年到2002年，紅屋一直是不同個人的私人住宅，所有者在此期間對室內設計進行了各種修改。1950年，它被英格兰历史遗产保护局指定為一級登錄建築。從1952年到1999年，建築師愛德華·霍蘭比居住在這座房子裡，霍蘭比本人也對於紅屋進行保護工作，並於1998年成立了「紅屋之友」慈善機構。2003年，英國國民信託購買了這個財產，進行了保護工程，並將其作為旅遊景點開放，配備了一間茶室和禮品店。

## 外部連結
- Red House information at the National Trust （页面存档备份，存于）
- A tribute to Ted and Doris Hollamby's stewardship of Red House
- Friends of Red House （页面存档备份，存于）